# 親子衝突
親子衝突是指範圍限定在於親子之間的衝突。父母與子女因各種問題的權責、認知，或是彼此的目標、意見、價值觀不一致所引起的一連串爭執、冷戰、口語或身體攻擊等行為。此外，父母與子女的溝通、父母管教方式，亦是影響親子衝突的重要來源。親子衝突可能會破壞親子關係，但只要在衝突後能理性的討論問題，找出彼此都能接受的方法，親子衝突也可能讓父母與子女更了解彼此，更知道如何跟對方相處。

## 形成原因
父母與子女間價值觀的差異、子女尋求獨立自主，不願意受到父母太多的干涉，是形成親子衝突相當重要的原因。此外，父母與子女的溝通、父母管教方式，亦是影響親子衝突的重要來源。

## 常見的引起親子衝突事項
常見的引起親子衝突事項如下：
家庭關係、家庭雜務、家規、青少年獨立自主、價值與道德、儀容、人格、課業表現、人際關係、社交活動約束、就寢與宵禁、健康與衛生、活動約束、財務。

## 生物學觀點

### Robert Trivers的親子衝突理論
羅伯特·泰弗士於1974年提出親子衝突理論，以生物的親代和子代在之間有不同的目標為論述。親代希望能夠投入少量的資源就讓子代長大，子代則希望得到越多資源越好。其中的四大主張如下。
1. 投資的不對等：泰弗士認為，因為父母和子女在生育和撫養上的付出不同，也就是說花在生育和照顧孩子上的成本不同，所以父母和子女之間的利益並不平等。
2. 遺傳衝突：父母和孩子有基因的傳遞，他們的遺傳利益並不一定完全相同。父母可能會把一些對自己有好處但對孩子有害的基因傳給他們，這就造成了一種基因上的利益衝突。
3. 博弈和策略：泰弗士用一種叫做博弈理論的想法來解釋親子之間的衝突。他把父母和孩子之間的互動想像成一場博弈，就像在玩遊戲一樣，雙方都在追求自己的利益，制定各種策略。這可能包括父母限制資源的分配，而孩子則設法發展出能夠得到更多資源的方法。
4. 進化的結果：親子之間的爭執和競爭是生物進化的一部分，每一方都在努力達到最好的生存和繁衍結果。

## 心理學觀點

### 心理動力論
青春期的青少年性慾會增加，他們可能會感到壓力和覺得焦慮，所以青少年會使用防禦機制來減輕焦慮、滿足需求，但長時間使用防禦機制可能會與他人疏離，或是造成不良的人際互動。儘管青少年可能會努力克制自己，以理智的方式面對問題，但他們通常還是以自我為中心，所以青少年與父母的衝突很難避免

### 心理社會論
青春期是建立自我認同的時期，如果青少年無法在這個階段形成身分認同，可能會產生自我懷疑和自我破壞的行為，甚至出現偏差的行為或是人格缺陷。在青少年建立自我統合的過程時，他們需要評估不同的角色、價值觀和意識型態，此時青少年所認同的價值觀可能會跟父母不同甚至相反，進而導致親子衝突。

### 認知發展論
青少年在認知上進入了能夠抽象思考的判斷，這時他們的思考能力受到外部環境的影響，還有社會與個人的關係，此時青少年也會了解自己的行為與社會的關係，思考同儕關係、人格發展還有社會議題等問題。在家庭中，青少年會希望有更高的自主性，也希望和父母是平等的，如果這時父母依然堅持用權威管教青少年，就會構成親子關係不平等，導致衝突。

### 生態系統理論
個人的成長受到各種環境的影響，這些環境從最親近的，像是家庭，到最遠的，如廣泛的文化。這些環境系統不僅彼此影響，還與個體互動，影響其成長。為了理解這些環境，我們可以將它們依據與個體的空間和社會距離分成不同的層次，從最內層到外層分別是：微觀系統、中間系統、外部系統、和鉅觀系統。
微觀系統：個人處於最核心的位置，周圍緊密包圍著的是從出生開始就與個人有最密切關係的家庭系統。這個系統對個人的影響最直接且頻繁，因為它牽涉到日常的互動。微觀系統是一個動態的系統，裡面每個人都會相互影響，也會受到其他人的影響。這種影響主要是透過面對面的互動方式實現的，因此在這個系統中，其他人的個性、態度等因素變得特別重要。
中間系統：指的是個人參與的各個小環境之間的連結或互動，這種聯繫有助於個人在這些小環境中發展優勢。中間系統的發展豐富與否，可以根據個人在不同小環境中的聯繫數量和質量來評估。中間系統是促進人類發展的原因，也是發展的結果。其基本原則是，如果個人在生活中各小環境之間的聯繫越強、越能互相補充，那麼中間系統就越發達，也越能強力地推動個人的發展。
外部系統：指的是對個人的成長有影響，但這些環境中的人本身並不是當事人直接參與的社會情境。換句話說，這些環境是對當事人生活有影響的，但他們並沒有直接參與或參與其中的體制。
鉅觀系統：這是指廣泛的文化和次文化環境，包括意識型態、信念、價值觀、習慣、社會期望、生活方式等。這些因素告訴我們在某個文化中成年人應該如何對待孩子、教養孩子，孩子應該追求什麼目標等。因此，在每種文化和次文化中，鉅觀系統都是不同的，而這經常成為跨文化研究的主題。鉅觀系統會隨著時代而改變，有時這種變化對個人的發展非常重要。

### 生態系統理論的因應之道
美國心理學家尤里·布朗芬布倫納所提的生態系統理論的觀點，在一個人的成長過程中，日常生活上學習到的與家人、手足親戚相處的規則，雖然有部份是來自父母親長的教導，但大部份來自個人次系統與其他次系統間交流經驗的累積。 從心理學的生態系統理論多元、整合的觀點來看，當一個家庭裡的關係出現問題時，邊界封閉的家庭可能比邊界開放的家庭面臨更大的危機。這是因為開放的家庭有機會透過與外部系統的交流來修正問題，而封閉的家庭則較難這麼做。這種能量的運送通常發生在中間系統，比如家族、親友或鄰里社區，它們是更容易被看到的。實際上，當一個人或家庭系統遇到困難時，通常會向中間系統尋求幫助。如果中間系統無法正常運作，或者家庭系統的邊界太封閉，無法與外界互動以得到協助，才會導致外部系統或社會制度的介入。而影響個人、家庭、社區的重要外部系統和社會制度，則直接受到更大範圍的政治、經濟、文化和社會觀念的影響。

## 社會科學觀點

### 人類文化學
文化會影響青少年的發展，所以青少年的發展會因為文化差異而有所不同。在從兒童轉換成成人的過程中，可能導致青少年情緒緊張，增加親子衝突的可能性。

### 社會控制論
無論是物質方面或是權力方面甚至是情感方面，父母在家中往往具有較多的控制權，子女從出生開始就是被控制的角色，在子女長大後，子女對於權力分配不平等的現象有所知覺時，且家中的權力沒有適當轉移時，親子衝突就會產生。

## 親子衝突的解決方式
親子衝突的解決方式常見的為溝通模式的改變：
1. 找出衝突根源
2. 建立正面積極解決問題心態
3. 創造雙向溝通的機會
4. 多聆聽對方的想法，而不是堅持己見
5. 多鼓勵、讚美

## 影響
親子衝突可能會破壞親子關係，但只要在衝突後能理性的討論問題，找出彼此都能接受的方法，親子衝突也可能讓父母與子女更了解彼此，更知道如何跟對方相處。